# CSC - Centre de technologie de l'information pour la science
CSC - Centre de technologie de l'information pour la science (finnois : CSC – Tieteen tietotekniikan keskus) est une  entreprise publique située dans la section Keilaniemi d'Espoo en Finlande.

## Présentation
CSC est une société sans but lucratif appartenant à l'État (70%) et aux établissements d'enseignement supérieur (30%), administrée par le ministère de l'Éducation et de la Culture.
CSC fournit des services d'expertise en TIC de haute qualité internationale aux établissements d'enseignement supérieur, aux instituts de recherche, à la culture, à l'administration publique et aux entreprises.
Le centre de CSC de Kajaani hébergera un supercalculateur paneuropéen à hautes performances. La machine sera environ dix fois plus puissante que l'actuel supercalculateur le plus puissant en Europe. La décision a été prise par l'initiative commune EuroHPC, une initiative de calcul haute performance (HPC) soutenue par l'Union européenne.